# Juan de Arfe y Villafañe
Juan de Arfe y Villafañe (Lleó, 1525 - Madrid, 3 d'abril de 1603) fou un argenter, gravador i cisellador castellà, net de Enrique de Arfe (1475-1545), considerat com l'artista més notable de la família Arfe, el que els seus coetanis anomenaren el Cellini espanyol.
Estudià amb el seu pare; assistí l curs d'anatomia que explicava Cosme de Medina en la Universitat de Salamanca, i a Madrid i Toledo admirà les obres mestres de Berruguete, de Bigarny (el Borgoñón), de Becerra i altres artistes, establint-se a Valladolid. Malgrat la seva joventut, el capítol d'Àvila li com fià la construcció d'una nova custodia de plata, pel preu de 12 ducats per cada marc que emprés; començà aquest treball el 1564, i no l'acabà fins al 1571; cobrà per ell 1.907,403 maravedís, entregant al capítol una de les millors joies artístiques que existeixen a Espanya, guardada curosament en el tresor de la catedral.
A aquesta obra i seguí la custodia de Sevilla, que se li adjudicà per concurs el 1580, acabada el 1587; en aquest gran tabernacle, considerat com la seva obra mestra. Invertí 2.147 marcs (més de 500 quilograms.) de metall preciosos; té 3'36 m. D'altura; presenta la forma d'un templet circular de quatre cossos superposats d'estil grecoromà, primorosa-ment adornat de petites estàtues, baixos relleus i repussats, sent solament de lamentar les destarotades modificacions que en ella introduí el 1668 Juan de Segura; aquesta obra encara es conserva en el tresor de la catedral de Sevilla. Després construí una altra custodia per a Burgos, que pesava 275 lliures, per la que va percebre 235,664 rals, que desgraciadament va ser fossa per les tropes franceses durant la guerra de la Independència; una altra per a Valladolid el 1590, i junt amb el seu gendre Lesmes Fernández del Moral, la de la catedral d'Osma, més petita que les anteriors, però d'un gran valor artístic, i de l'església de San Martín de Madrid.
Felip II de Castella el nomenà assajador de la casa de moneda de Segòvia, però el 1596 el cridà a Madrid per acabar diverses estàtues destinades a El Escorial; li encarregà, a més el 1597, 64 busts de sants de bronze repujat, destinats al mateix monestir.
Entre les seves altres obres cal mencionar: una creu metropolitana per a Burgos (1592); Un gerro i palangana esmaltats, adquirits per Felip III (1599) en 4.050 ducats, etc.Ceán Bermúdez li atribueix un retrat d'Ercilla, gravat en plom, que apareix en la primera edició del poema La Araucana, i l'eclesiàstic Burriel les il·lustracions del llibre Caballero determinado, poema traduït del francès per Hernando de Acuña (Salamanca, 1573).
Escriví i publicà alguns llibres sobre el seu art, entre ells: Descripción de la traza y ornato de la custodia de plata de la santa iglesia de Sevilla (Sevilla, 1587), obra raríssima avui dia; El aquilatador de la plata, oro y piedras preciosas (Valladolid, 1572; Madrid, 1598 i 1678), que constitueix un interessantíssim tractat d'argenteria, joieria i aliatges: De varia commensuración para la Esculptura y Architectura (Sevilla, 1585-1587; Madrid, 1675-1736).